# Juni 2023
Dit artikel geeft een chronologisch overzicht van de belangrijkste gebeurtenissen per dag in de maand juni van het jaar 2023.

## Gebeurtenissen

### 2 juni
- Bij een treinontsporing in het oosten van India vallen bijna 300 doden en honderden gewonden.[1]

### 6 juni
- Een aanzienlijk deel van de Kachovkadam wordt verwoest waarbij een grote hoeveelheid water ongecontroleerd stroomafwaarts stroomt. Oekraïne en Rusland beschuldigen elkaar over en weer van de vernietiging van de dam.[2]

### 7 juni
- ACF Fiorentina en West Ham United spelen de finale van de UEFA Europa Conference League 2022/23 in de Fortuna Arena te Praag. West Ham United wint de wedstrijd met 1-2.[3]

### 9 juni
- Oekraïne start een tegenoffensief tegen de Russische invasie op drie fronten: ten westen van Voehledar, ten zuiden van Velyka Novosilka en rond de stad Bachmoet.[4]

### 10 juni
- Manchester City en Inter Milaan spelen de finale van de UEFA Champions League 2022/23 in het Atatürk Olympisch Stadion te Istanboel. Manchester City wint de wedstrijd met 1-0.

### 11 juni
- Novak Djokovic wint het tennistoernooi Roland Garros en haalt zo de 23e grandslamzege van zijn carrière binnen, een nieuw record.[5]

### 14 juni
- Voor de kust van Griekenland komen zeker 79 migranten die de EU probeerden te bereiken om het leven als hun boot kapseist en zinkt. De boot zou zijn vertrokken vanuit de omgeving van Tobroek (Libië).[6]

### 16 juni
- Een groot deel van het westen van Frankrijk wordt getroffen door een aardbeving. Het epicentrum ligt ca. 30 kilometer ten oosten van La Rochelle.[7]

### 17 juni
- De Russische Federatie hevelt tactische nucleaire wapens over naar buurland Wit-Rusland, dat tevens hun bondgenoot is in de oorlog in Oekraïne.[8]

### 18 juni
- De onderzeeër Titan (eigendom van OceanGate) raakt enkele uren na zijn vertrek vanuit Newfoundland vermist. De duikboot was onderweg naar het wrak van de Titanic toen het implodeerde, waarbij alle bemanningsleden omkwamen. Aan boord waren vijf diepzeetoeristen, de Amerikaanse Oceangate-CEO Stockton Rush, de Brits-Pakistaanse miljardair Shahzada Dawood en zijn zoon Suleman, de Britse zakenman Hamish Harding en de Fransman Paul-Henri Nargeolet.[9][10][11]
- Het Spaans nationaal voetbalelftal wint de finale van de derde editie van de UEFA Nations League in De Kuip in Rotterdam. Spanje verslaat Kroatië in de strafschoppenserie met 5-4 na de reguliere wedstrijd en verlengingen.[12]
- De doortocht van een tropische cycloon in de zuidelijke Braziliaanse staat Rio Grande do Sul leidt tot zeker dertien doden en vier vermisten. Zo'n 84.000 mensen zitten zonder stroom.[13]

### 20 juni
- Bij een aanslag op de Westelijke Jordaanoever komen zeker vier Israëliërs om het leven. De dader zou een Palestijnse schutter zijn.[14] De volgende dag wordt bij wijze van vergelding een Palestijns dorp in brand gestoken.[15]

### 21 juni
- Bij een ontploffing in een monumentaal pand van de American Academy aan de rue Saint-Jacques in Parijs vallen tientallen gewonden, van wie een deel zwaargewond raakt. Vermoed wordt dat het gaat om een gasexplosie.[16]

### 22 juni
- In de Chinese stad Yinchuan vallen bij een ontploffing in een restaurant zeker 31 doden.[17]

### 24 juni
- De Wagnergroep neemt Rostov aan de Don in als reactie op een vermeende aanval met een Russische raket op een van hun kampen waarbij veel huurlingen omkwamen.[18] Ze rukken op richting Moskou maar keren 200 km voor de stad weer om. Nog dezelfde dag verlaten ze Rostov aan de Don weer. De Russische president Poetin sprak over "landverraad". Zie ook Opstand van de Wagnergroep.

### 25 juni
- De Belgische basketbalvrouwen zijn Europees Kampioen. In Ljubljana winnen de Belgian Cats de EK-finale tegen Spanje met 58-64. Het is de eerste titel in hun geschiedenis. Daarnaast is het de allereerste gouden medaille ooit voor een Belgisch vrouwenteam en voor een Belgisch zaalsportteam.[19]

### 27 juni
- In Frankrijk zijn er grote rellen in verscheidene steden nadat een jongeman door een politieman werd doodgeschoten bij een verkeerscontrole vlakbij Parijs. Er zijn massale vernielingen, plunderingen en confrontaties met politie.[20]

## Overleden
<< · januari · februari · maart · april · mei · juni · juli · augustus · september · oktober · november · december · >>